# Rhaeboctesis
Genre
Rhaeboctesis est un genre d'araignées aranéomorphes de la famille des Liocranidae.

## Distribution
Les espèces de ce genre se rencontrent en Afrique du Sud, au Zimbabwe, au Botswana, en Namibie, en Angola et en Chine.

## Liste des espèces
Selon World Spider Catalog (version 25.5, 09/11/2024) :
- Rhaeboctesis denotata Lawrence, 1928
- Rhaeboctesis equestris Simon, 1897
- Rhaeboctesis exilis Tucker, 1920
- Rhaeboctesis matroosbergensis Tucker, 1920
- Rhaeboctesis secunda Tucker, 1920
- Rhaeboctesis transvaalensis Tucker, 1920
- Rhaeboctesis trinotata Tucker, 1920
- Rhaeboctesis xizangensis (Hu, 2001)

## Systématique et taxinomie
Ce genre a été décrit par Simon en 1897 dans les Clubionidae. Il est placé dans les Gnaphosidae par Lehtinen en 1967 puis dans les Liocranidae par Platnick en 1990.

## Publication originale
- Simon, 1897 : Histoire naturelle des araignées. Paris, vol. 2, p. 1-192 (texte intégral).